# 叶公陵园
叶公陵园是春秋时期楚国贵族叶公高的墓地，位于河南省平顶山市叶县叶邑镇旧县村西北部北澧河南岸。陵园在历史上曾遭破坏，1985年得以修复。被列为河南省重点文物保护单位，目前整个陵园占地面积2万多平方米，陵园的建筑是三进院的格局，由落歇山式琉璃瓦甍宫殿式的建筑组成。如今，该陵园已成为叶姓后人的拜祖之地。
但是叶公陵园在建造中也存在拖欠农民工工资问题。2013年1月29日早上，十几个农民工代表站在叶公陵园大门前，举起“求好龙叶公还我血汗钱!”的白条幅，恳请上级相关部门领导和媒体记者能够出面，帮他们讨回血汗钱，回家过年。